# Olympische Sommerspiele 2012/Teilnehmer (Libanon)
| Gelbes Symbol für Goldmedaillen mit stilisierten Olympischen Ringen | Graues Symbol für Silbermedaillen mit stilisierten Olympischen Ringen | Braundes Symbol für Bronzemedaillen mit stilisierten Olympischen Ringen |
| ------------------------------------------------------------------- | --------------------------------------------------------------------- | ----------------------------------------------------------------------- |
| —                                                                   | —                                                                     | —                                                                       |

Der Libanon nahm in London an den Olympischen Spielen 2012 teil. Es war die insgesamt 16. Teilnahme an Olympischen Sommerspielen. Vom Lebanese Olympic Committee wurden zehn Athleten in sieben Sportarten nominiert.

## Flaggenträger
Die Taekwondoin Andrea Paoli trug die Flagge des Libanon während der Eröffnungsfeier im Olympiastadion.

## Teilnehmer nach Sportarten

### Fechten
| Athleten    | Wettbewerb     | 1. Runde          | 1. Runde | 2. Runde           | 2. Runde      | Achtelfinale  | Achtelfinale  | Viertelfinale | Viertelfinale | Halbfinale    | Halbfinale    | Finale        | Finale        | Rang          |
| Athleten    | Wettbewerb     | Gegner            | Ergebnis | Gegner             | Ergebnis      | Gegner        | Ergebnis      | Gegner        | Ergebnis      | Gegner        | Ergebnis      | Gegner        | Ergebnis      | Rang          |
| ----------- | -------------- | ----------------- | -------- | ------------------ | ------------- | ------------- | ------------- | ------------- | ------------- | ------------- | ------------- | ------------- | ------------- | ------------- |
| Frauen      |                |                   |          |                    |               |               |               |               |               |               |               |               |               |               |
| Mona Shaito | Florett Einzel | Shaimaa El-Gammal | 7 - 6    | Elisa Di Francisca | 2 - 15        | ausgeschieden | ausgeschieden | ausgeschieden | ausgeschieden | ausgeschieden | ausgeschieden | ausgeschieden | ausgeschieden | ausgeschieden |
| Männer      |                |                   |          |                    |               |               |               |               |               |               |               |               |               |               |
| Zain Shaito | Florett Einzel | Zhu Jun           | 2 - 15   | ausgeschieden      | ausgeschieden | ausgeschieden | ausgeschieden | ausgeschieden | ausgeschieden | ausgeschieden | ausgeschieden | ausgeschieden | ausgeschieden | ausgeschieden |

### Judo
| Athleten      | Wettbewerb       | 1. Runde               | 1. Runde  | Achtelfinale  | Achtelfinale  | Viertelfinale | Viertelfinale | Hoffnungsrunde Halbfinale | Hoffnungsrunde Halbfinale | Halbfinale    | Halbfinale    | Hoffnungsrunde Finale | Hoffnungsrunde Finale | Finale        | Finale        | Rang |
| Athleten      | Wettbewerb       | Gegner                 | Ergebnis  | Gegner        | Ergebnis      | Gegner        | Ergebnis      | Gegner                    | Ergebnis                  | Gegner        | Ergebnis      | Gegner                | Ergebnis              | Gegner        | Ergebnis      | Rang |
| ------------- | ---------------- | ---------------------- | --------- | ------------- | ------------- | ------------- | ------------- | ------------------------- | ------------------------- | ------------- | ------------- | --------------------- | --------------------- | ------------- | ------------- | ---- |
| Frauen        |                  |                        |           |               |               |               |               |                           |                           |               |               |                       |                       |               |               |      |
| Caren Chammas | Klasse bis 63 kg | Elisabeth Willeboordse | 1100–0000 | ausgeschieden | ausgeschieden | ausgeschieden | ausgeschieden | ausgeschieden             | ausgeschieden             | ausgeschieden | ausgeschieden | ausgeschieden         | ausgeschieden         | ausgeschieden | ausgeschieden | 17   |

### Leichtathletik
Laufen und Gehen
| Athleten         | Wettbewerb   | Vorlauf | Vorlauf | Halbfinale    | Halbfinale    | Finale        | Finale        | Rang |
| Athleten         | Wettbewerb   | Zeit    | Rang    | Zeit          | Rang          | Zeit          | Rang          | Rang |
| ---------------- | ------------ | ------- | ------- | ------------- | ------------- | ------------- | ------------- | ---- |
| Frauen           |              |         |         |               |               |               |               |      |
| Gretta Taslakian | 200 m        | 24,49 s | 50      | ausgeschieden | ausgeschieden | ausgeschieden | ausgeschieden | 50   |
| Männer           |              |         |         |               |               |               |               |      |
| Ahmad Hazer      | 110 m Hürden | 14,82 s | 45      | ausgeschieden | ausgeschieden | ausgeschieden | ausgeschieden | 45   |

### Schießen
| Athleten   | Wettbewerb | Qualifikation | Qualifikation | Finale        | Finale        | Ringe | Rang |
| Athleten   | Wettbewerb | Ringe         | Rang          | Ringe         | Rang          | Ringe | Rang |
| ---------- | ---------- | ------------- | ------------- | ------------- | ------------- | ----- | ---- |
| Frauen     |            |               |               |               |               |       |      |
| Ray Bassil | Trap       | 64            | 18            | ausgeschieden | ausgeschieden | 64    | 18   |

### Schwimmen
| Athleten         | Wettbewerb     | Vorlauf     | Vorlauf | Halbfinale    | Halbfinale    | Finale        | Finale        | Rang |
| Athleten         | Wettbewerb     | Zeit        | Rang    | Zeit          | Rang          | Zeit          | Rang          | Rang |
| ---------------- | -------------- | ----------- | ------- | ------------- | ------------- | ------------- | ------------- | ---- |
| Frauen           |                |             |         |               |               |               |               |      |
| Katya Bachrouche | 800 m Freistil | 8:35,88 min | 19      | –             | –             | ausgeschieden | ausgeschieden | 19   |
| Männer           |                |             |         |               |               |               |               |      |
| Wael Koubrosli   | 100 m Brust    | 1:07,06 min | 44      | ausgeschieden | ausgeschieden | ausgeschieden | ausgeschieden | 44   |

### Taekwondo
| Athleten     | Wettbewerb       | Achtelfinale | Achtelfinale | Viertelfinale  | Viertelfinale | Halbfinale    | Halbfinale    | Hoffnungsrunde Halbfinale | Hoffnungsrunde Halbfinale | Hoffnungsrunde Finale | Hoffnungsrunde Finale | Finale        | Finale        | Rang |
| Athleten     | Wettbewerb       | Gegner       | Ergebnis     | Gegner         | Ergebnis      | Gegner        | Ergebnis      | Gegner                    | Ergebnis                  | Gegner                | Ergebnis              | Gegner        | Ergebnis      | Rang |
| ------------ | ---------------- | ------------ | ------------ | -------------- | ------------- | ------------- | ------------- | ------------------------- | ------------------------- | --------------------- | --------------------- | ------------- | ------------- | ---- |
| Frauen       |                  |              |              |                |               |               |               |                           |                           |                       |                       |               |               |      |
| Andrea Paoli | Klasse bis 57 kg | Nidia Muñoz  | 4:2          | Tseng Li-cheng | 2:5           | ausgeschieden | ausgeschieden | ausgeschieden             | ausgeschieden             | ausgeschieden         | ausgeschieden         | ausgeschieden | ausgeschieden | 9    |

### Tischtennis
| Athleten                 | Wettbewerb | 1. Runde      | 1. Runde | 2. Runde      | 2. Runde      | 3. Runde      | 3. Runde      | 4. Runde      | 4. Runde      | Viertelfinale | Viertelfinale | Halbfinale    | Halbfinale    | Finale        | Finale        |
| Athleten                 | Wettbewerb | Gegner        | Ergebnis | Gegner        | Ergebnis      | Gegner        | Ergebnis      | Gegner        | Ergebnis      | Gegner        | Ergebnis      | Gegner        | Ergebnis      | Gegner        | Ergebnis      |
| ------------------------ | ---------- | ------------- | -------- | ------------- | ------------- | ------------- | ------------- | ------------- | ------------- | ------------- | ------------- | ------------- | ------------- | ------------- | ------------- |
| Frauen                   |            |               |          |               |               |               |               |               |               |               |               |               |               |               |               |
| Tvin Carole Moumjoghlian | Einzel     | Sarah Hanffou | 0:4      | ausgeschieden | ausgeschieden | ausgeschieden | ausgeschieden | ausgeschieden | ausgeschieden | ausgeschieden | ausgeschieden | ausgeschieden | ausgeschieden | ausgeschieden | ausgeschieden |